# Grønland
 For alternative betydninger, se Grønland (flertydig). (Se også artikler, som begynder med Grønland)
Grønland (grønlandsk: Kalaallit Nunaat, [kaˈla:ɬit ˈnuna:t]) er et selvstyrende område inden for Kongeriget Danmark. Området består af øen af samme navn, beliggende mellem Ishavet og Atlanterhavet, øst for Davis Strædet og Canadas arktiske øer, og mere end 100 mindre øer. Øen Grønland er verdens største ø, hvoraf 3/4 er dækket af en iskappe, der er verdens største isdækkede område udenfor Antarktis. Grønland hører geografisk til det nordamerikanske kontinent, mens det geopolitisk hører til Europa. Med en befolkning på 56 542 (2025) er Grønland det land i verden, som har den laveste befolkningstæthed.
Der har boet mennesker i Grønland i mindst 4.500 år. Det var primært arktiske folkeslag, som indvandrede fra Canada. I begyndelsen af det 10. århundrede bosatte norske vikinger sig i det sydlige Grønland. Efterkommerne af disse forsvandt i slutningen af det 15. århundrede. Det første Inuit-folkeslag ankom i det 13. århundrede. I starten af det 18. århundrede blev der igen skabt kontakt mellem Skandinavien og Grønland. Danmark-Norge opfattede landet som et norsk biland, og da den danske konge i 1814 afstod Norge til Sverige efter napoleonskrigene, overgik Grønland sammen med de øvrige norske bilande Færøerne og Island ifølge fredsaftalen til Danmark. Grønland blev dermed formelt en dansk koloni i 1814.
Ved ændringen af den danske grundlov den 5. juni 1953 blev landets kolonistatus ophævet, og landet blev herefter et dansk amt. Derved omgik man FN's vedtagelse om, at kolonier skulle have deres selvstændighed. Grønland gik med i det daværende EF sammen med Danmark i 1973. Grønland fik hjemmestyre den 1. maj 1979, og tre år senere besluttede et flertal ved en folkeafstemning, at Grønland skulle udtræde af EF, hvilket blev officielt i 1985. I 2008 stemte grønlænderne ved en ny folkeafstemning med 75 % af stemmerne for at flytte mere magt fra Danmarks regering via en ændring fra det hidtidige hjemmestyre til et mere vidtgående lokalt selvstyre. Under den nye politiske struktur, der officielt trådte i kraft den 21. juni 2009, har Danmarks regering fortsat ansvaret for udenrigsanliggender, forsvar, politi, det juridiske system og pengepolitikken (dvs. den fælles valuta kronen). Den danske stat giver årligt et bloktilskud til Grønland, der i 2024 var 4,3 mia. kr. Derudover dækker den danske stat direkte udgifter på over 1 mia. kr. til områder som forsvar, politi og retsvæsen. Grønlandske politikere udtrykker jævnligt ønske om grønlandsk selvstændighed som et langsigtet mål. I 2025 blev spørgsmålet særlig debatteret i forbindelse med, at USA's præsident Trumps ønske om at erhverve Grønland skabte en alvorlig udenrigspolitisk krise for Rigsfællesskabet.
Grønland har siden 2018 været inddelt i fem kommuner.

## Historie

### Tidlige forhistoriske kulturer
I forhistorisk tid var Grønland hjemsted for flere forskellige forhistoriske inuit "palæoeskimoiske" kulturer. De første forhistoriske inuitter- eller mere kendt som "palæoeskimoer" menes at stamme fra Asien, hvorfra de første inuitiske stammer vandrede over Beringstrædet til Alaska og videre til de nordlige canadiske øer, hvorfra de formodentlig omkring år 2500 f.Kr. i gode klimaperioder vandrede over det snævre stræde til Inglefield Land i Nordøstgrønland. Denne kultur benævnes Independence I-kulturen. Independence I-kulturen varede indtil omkring 1300 f.Kr.
Fra omkring 2500 f.Kr. til 800 f.Kr. blev det sydlige og vestlige Grønland desuden beboet af Saqqaq-kulturen, der jagede fra bopladser i det nordlige og østlige Grønland fra Diskobugten til Scoresbysund. Efter at Saqqaq-kulturen forsvandt, opstod Independence II-kulturen i det nordlige Grønland og den tidlige Dorset-kultur i det vestlige Grønland. Der er en vis debat om tidspunktet for overgangen fra Saqqaq til tidlig Dorset.
Dorset-kulturen var den første kultur, der befolkede hele Grønlands kystnære områder, både på vest- og østkysten. Dorset-kulturens befolkning levede primært af landpattedyr som rener og moskusokser.

### Norrøn bosættelse
Mens inuitterne var jægere og nomader, har Grønland i tidlig tid også haft en befolkning, der var landbrugere. Det var nordboerne, skandinaver udvandret til Grønland, der for en tid levede i det sydlige Grønland under en midlertidig varmeperiode. Det var dem, der gav øen navnet Grønland. På det tidspunkt var der skovområder i Grønland, og man dyrkede bl.a. korn på markerne. En anden forklaring på navnet finder man i islandske sagaer, hvori det siges, at den norsk-fødte Erik den Røde var drevet i eksil for mord. Sammen med sine trælle og sin familie drog han til Grønland for at finde et land, der efter sigende skulle ligge mod nordvest. Han gav landet dets navn i håb om, at det tiltalende navn ville tiltrække folk, der ville bosætte sig i landet.
Fra 986 e.Kr. blev Grønlands vestkyst altså beboet af islændinge og nordmænd i to bosættelser ved fjordmundinger i det sydvestlige Grønland. De var ikke i kontakt med den sene Dorset-kulturs indbyggere, der beboede de nordlige og østlige dele (uvist hvor længe), men fra 1300-tallet med Thule-kulturen der kom fra nord. Norrøne grønlændere undergav sig norsk styre i det 13. århundrede. Kongeriget Norge var i personalunion med Danmark fra 1380 og en del af Kalmarunionen fra 1397.
Bosættelserne, såsom Brattahlid, bestod i 4-5 århundreder, men forsvandt engang i det 15. århundrede, måske i starten af den den lille istid. Dvs. beboelsen varede ca. lige så lang tid som fra deres forsvinden til i dag.
Fortolkninger af iskerner og muslinger tyder på, at områderne omkring fjordene i det sydlige Grønland mellem 800 og 1300 e.Kr. har oplevet et relativt mildt klima med temperaturer adskillige grader højere end normalt i Nordatlanten og med træer og urteagtige planter og kvægopdræt. Byg blev dyrket som en afgrøde op til den 70. breddegrad, måske kun som foder - ligesom i dag. Desuden viser iskernerne, at Grønland har oplevet dramatiske temperaturskift mange gange i løbet af de seneste 100.000 år. Landnámabók noterer sig de vintre, hvor "gamle og hjælpeløse blev dræbt og kastet ud over klipperne".
Disse bosættelser forsvandt i løbet af det 14. og 15. århundrede, årsagerne er uklare. Teorier om degeneration var moderne i 1930'erne, men der er ikke fundet degenererede skeletter. Et fald i temperaturerne under den lille istid og/eller væbnede konflikter med inuit er formentlig også forklaringer på kulturens nedgang og forfald. Engelske og tyske pirater hærgede ret voldsomt på Ísland i 1400-1500-tallene, Newfoundland blev opdaget 1472, og bragte fiskere til torskebankerne der og videre op i Davis Strædet.

### Thule-kulturen
Det er Thule-kulturens folk, der er forfædre til den nuværende befolkning i Grønland, og der er ikke fundet gener fra de tidligere palæo-eskimoer hos nulevende grønlændere. Thule-kulturen begyndte at migrere fra Alaska omkring år 1000 e.Kr. og nåede Grønland omkring år 1300. Thule-kulturen var den første, der indførte de tekniske opfindelser som hundeslæden og harpunen, som forbindes med Grønland i dag, samt uloen, der er et redskab af jern.

### 1500-1814
Mens der var handel mellem Grønland og Norge i de første par århundreder, ophørte denne i 1300-tallet. I midten af 1300-tallet forsvandt Vestribyggð og omkring 1500 også Eystribyggð, som nordboerne var forsvundet fra.
I slutningen af 1500-tallet og begyndelsen af 1600-tallet blev Grønland besøgt af adskillige ekspeditionsnavigatører og blev efterfølgende brugt til hvalfangst af hollandske, hamborgske og engelske hvalfangere. Selvom Danmark proklamerede Grønland for sig selv, var Danmark økonomisk svækket af Trediveårskrigen og var ude af stand til at etablere en rentabel hvalfangst. Europæisk hvalfangst i Grønland intensiveredes med den faldende hvalfangst ud for Svalbard fra omkring 1700 og fortsatte et godt stykke ind i kolonitiden frem til omkring 1800.
Kong Christian IV's ekspeditioner til Grønland i årene 1605-1607 kom i stand med henblik på at finde den forsvundne østlige nordbobosættelse og hævde dansk suverænitet over Grønland. Ekspeditionerne mislykkedes, dels på grund af manglende erfaring med vanskelige arktiske is- og vejrforhold, dels fordi ekspeditionernes ledere blev givet instrukser om at søge efter Østerbygden på østkysten af Grønland lige nord for Kap Farvel, som er næsten utilgængelig på grund af drivis. Kaptajnen på alle tre rejser var den engelske opdagelsesrejsende, James Hall.
Efter de nordiske bosættelser døde ud, kontrolleredes området af forskellige inuit-grupper, men den danske regering havde ikke glemt eller opgivet Grønland. Da kontakten med Grønland blev genetableret i det tidlige 18. århundrede, var det på privat initiativ, den dansk-norske trone hævdede da stadig sin suverænitet over øen.
I 1721 blev en ekspedition under ledelse af den dansk-norske missionær Hans Egede sendt til Grønland, uvidende om den norrøne bosættelse stadig var at finde på øen. Egede anlagde en dansk koloni bestående af handelsstation og mission. Missioner og handelsstationer blev skabt på den danske konges vegne og Grønland blev en del af kongeriget Danmark-Norge.
Efter 15 år i Grønland efterlod Hans Egede sin søn Paul Egede med ansvar for missionen i Grønland og rejste til Danmark, hvor han etablerede et grønlandsk seminarium. Den nye koloni blev anlagt i Godthåb på den sydvestlige kyst. Efter Hans Egede fulgte Herrnhuternes mission i 1733.
Grønland var i 1261 blevet et biland under den norske konge, og det blev derfor fortsat betragtet som norsk efter at Hans Egede slog sig ned i Grønland i 1721.

### Kielertraktaten til norsk ishavsimperialisme
Da rigsfællesskabet mellem Danmark og Norge efter Freden i Kiel i 1814 blev opløst, og Norge efter Den svensk-norske krig samme år indgik en personalunion med Sverige, forblev de tidligere norske oversøiske områder Grønland, Færøerne og Island og de fælles kolonier som Vestindien under den danske konge. Personalunionen mellem Sverige og Norge omfattede kun en fælles udenrigspolitik og blev opløst i 1905.
Fra slutningen af 1800-tallet fik Norge en førende rolle i udforskning af og kapløbet om at sikre sig suverænitet over polare områder i Arktis og Antarktis. Norges politik i de polare områder kaldes i Norge ishavsimperialismen og sikrede Norge suverænitet over Svalbard, Dronning Maud Land, Jan Mayen og Bouvetøen. Fridtjof Nansens Grønlandsekspedition i 1888 indledte også et nyt norsk fokus på Grønland. En gruppe nordmænd besatte med den norske regerings accept dele af Østgrønland i perioden 10. juli 1931–1933. Norge gav dette område navnet Eirik Raudes Land og lod det bestyre af en sysselmand. Dette resulterede i Konflikten om Østgrønland, hvor Danmark indklagede Norge for den internationale domstol i Haag, Holland. Norge tabte sagen ved en kendelse den 5. april 1933, hvorefter landet trak sig ud.

### Anden Verdenskrig
Da Danmark blev besat af Nazi-Tyskland den 9. april 1940, blev Grønland styret af Eske Brun. Forbindelsen mellem Danmark og Grønland blev brudt, hvorefter Danmarks gesandt i Washington, Henrik Kauffmann, på egen hånd indgik en aftale med USA, kendt som Grønlandstraktaten af 1941. Han underskrev "på kongens vegne" og med tilslutning fra landsfogederne i Grønland en overenskomst med USA om forsvaret af Grønland og levering af forsyninger til grønlænderne (som Danmark var afskåret fra at levere). Den gav USA ret til at bygge militære anlæg i den daværende danske koloni. Den danske regering protesterede mod overenskomsten, afskedigede Kauffmann og sigtede ham for højforræderi. De danske generalkonsuler i USA erklærede sig dog solidariske med ham, hvorefter også de blev afskediget, hvorefter USA overtog forsvaret af Grønland, men anerkendte dansk overhøjhed til Grønland. Dette ledte til begyndelsen af amerikansk militær tilstedeværelse i Grønland.
Den amerikanske tilstedeværelse forsvarede landet mod en mulig tysk invasion. Under krigen forsynedes Grønland med varer fra USA og Canada, idet der solgtes kryolitminen i Ivittuut.
Under 2. verdenskrig var Grønland en vigtig mellemstation for de allieredes flytransporter fra USA til England. Siriuspatruljen, der blev grundlagt i 1942, fik til opgave at bevogte de nordøstlige kyster med hundeslæder. Da de fandt adskillige tyske vejrstationer, alarmerede de de amerikanske soldater, som derefter ødelagde dem.

### Efterkrigstiden
Grønland havde været et beskyttet og meget isoleret samfund indtil 1940. Grønland var en koloni, og man mente, at dette samfund ville blive udsat for udnyttelse eller endda udryddelse, hvis landet blev åbnet. Derfor opretholdtes et strengt monopol på grønlandsk handel, der dog blev ophævet i 1950.
Med G-50-rapporten fra 1950 blev de første skridt til moderniseringen af Grønland taget. Grønland skulle være en moderne velfærdsstat med Danmark som forbillede. I 1953 blev Grønland derfor en del af det danske rige og styredes som et amt. Denne periode varede indtil Grønlands Hjemmestyre indførelse i 1979.
Efter Anden Verdenskrig udviklede USA en geopolitisk interesse i Grønland og tilbød at købe Grønland fra Danmark for USD 100.000.000, men Danmark afslog tilbuddet. De følgende år prøvede Danmark at få USA til at tilbagetrække deres militære styrker. Der blev dog efter Danmarks indtræden i NATO indgået en ny Grønlandstraktat, der fastlagde rammerne for den amerikanske militære tilstedeværelse i Grønland. I 1950'erne blev amerikanske baser og radarstationer udbygget; mest kendt er Thule Air base, der blev påbegyndt i 1951 og afsluttet i 1953, som en del af en NATO's samlede koldkrigs-strategi.
Med grundloven af 1953 blev Grønlands koloniale status ophævet, og øen blev et amt i det danske rige, idet grønlænderne fik dansk statsborgerskab. Dette resulterede også i en ændring i den danske politik overfor Grønland; man gik fra kolonialisering til assimilation og danisering. Dansk var embedssprog, og grønlændere tog til Danmark for at få en uddannelse. Som et forsøg blev der i denne periode sendt en snes særligt fremmelige børn til Danmark for at lade dem få en dansk skolegang, så de kunne vende tilbage til Grønland som forbilleder. Forsøget er problematiseret i en bog af Tine Bryld og er skildret i filmen Eksperimentet.

### Hjemmestyre og selvstyre
Moderniseringen af Grønland vendte et selvforsynende jægersamfund til et urbaniseret lønmodtagersamfund. I perioden 1952-1963 opførtes omkring 3.000 boliger, sygehusene blev udbygget og tuberkulosen næsten udryddet fra 1963. Det førte imidlertid også til en fornyet hævdelse af grønlandsk identitet hos den grønlandske elite, som etablerede en hjemmestyrebevægelse, som nåede sit foreløbige højdepunkt i 1970'erne. Som en konsekvens af politiske komplikationer i forbindelse med Danmarks indtræden i EF i 1972 fremmedes ønsket om hjemmestyre, der blev indført i 1979 og gav Grønland begrænset selvstyre med eget parlament, Landstinget, mens Folketinget fortsat havde ansvaret for udenrigspolitik, sikkerhed og naturressourcer. Loven trådte i kraft den 1. maj 1979 og blev overrakt af Dronning Margrethe II ved en højtidelighed i Grønland. Dronningen var Grønlands statsoverhoved, indtil indsættelsen af Kong Frederik X i 2024.
I 1985 ophørte Grønlands EF medlemskab i protest mod unionens fiskeribestemmelser og forbud mod handel med sælskind. Grønland ændrede i forbindelse med medlemskabets ophør, status til et OLT-land med et associeret forhold til EF. Grønlænderne blev OLT-borgere og forblev derfor også unionsborgere i EF, som vi i dag kender som Den Europæiske Union (EU). En folkeafstemning om øget selvstyre blev gennemført den 25. november 2008 og resulterede i et ja.
Den 21. juni 2009 overtog Grønland ansvaret for en række nye områder. Desuden blev grønlænderne anerkendt som et selvstændigt folk i henhold til folkeretten. Danmark har fortsat ansvar for bl.a. udenrigsanliggender og forsvar. Danmark yder Grønland et årligt bloktilskud på 4,3 milliarder kroner (2024) og afholder desuden direkte en række andre udgifter i Grønland, der indebærer udgifter på over 1 mia. kr. Det drejer sig bl.a. om politi, retsvæsen og forsvar. Hvis Grønland begynder at få indtægter af sine naturressourcer, vil tilskuddet gradvist blive formindsket.

### Grønlandsk selvstændighed?
Ønsket om fuld grønlandsk selvstændighed spiller en væsentlig rolle i grønlandsk politik i 2020’erne. Selvstyreloven fastlægger, hvordan en eventuel proces, der fører til fuld selvstændighed for Grønland, skal forløbe: Hvis den grønlandske regering Naalakkersuisut ønsker det, kan den indlede forhandlinger med den danske regering om en aftale om fuld selvstændighed. En sådan aftale skal efterfølgende opnå samtykke fra det grønlandske parlament Inatsisartut og fra Folketinget og derpå godkendes ved en folkeafstemning i Grønland.
Spørgsmålet om økonomi anses for at være afgørende for, om og i så fald hvornår Grønland vil ønske at blive fuldt selvstændig. I 2025 finansieres omkring en tredjedel af den grønlandske offentlige sektor af bloktilskuddet fra Danmark, og dertil kommer yderligere udgifter til bl.a. politi og forsvar, som den danske stat betaler. Bortfalder disse tilskud, vil Grønland blive et økonomisk fattigere samfund med en offentlig velfærd, der vil være lavere end de standarder, der hidtil har været gældende. Økonomien er derfor det stærkeste argument for dem, der ønsker at bevare Rigsfællesskabet. Nogle grønlandske politikere håber, at øgede indtægter fra brancher som turisme, fiskeri og muligvis minedrift kan gøre den grønlandske økonomi bæredygtig, men der var i 2025 ikke udsigt til, at disse brancher kunne komme til at spille en væsentligt større rolle indenfor i hvert fald de følgende ti år.

### Grønlandskrisen 2025
I begyndelsen af januar 2025 udtalte den tiltrædende amerikanske præsident Donald Trump, at han ønskede, at USA skulle kontrollere og eje Grønland, og at han ikke ville afvise, at USA ville bruge militær og økonomisk magt for at få kontrollen over området. Han truede også Danmark med en handelskrig, hvis landet ikke fulgte hans vilje. Trumps udtalelser skabte en alvorlig udenrigspolitisk krise for Kongeriget Danmark.

## Politik

### Historisk
Med gennemførelsen af Lov om Grønlands Hjemmestyre overførtes kompetence og dermed ansvar fra danske politiske myndigheder til grønlandske politiske myndigheder, der overtog såvel det økonomiske som det forvaltningsmæssige ansvar for en række opgaver fra den danske stat. Fra denne dato var det derfor Grønlands Hjemmestyre, der havde såvel den lovgivende som den udøvende myndighed på et antal nærmere definerede områder.
Ved en folkeafstemning om selvstyre i Grønland den 25. november 2008 stemte 75,54 % af
21.355 af 28.268 vælgere ja og 6.663 (23,57 %) nej til spørgsmålet om selvstyre. Valgdeltagelsen blev på 71,96 %. Ja-stemmerne udgjorde således 54,36 % af de 39.285 stemmeberettigede vælgere. Den 21. juni 2009 indførtes selvstyret officielt, idet Dronning Margrethe II overrakte selvstyreloven til Landstingets formand, Josef Motzfeldt. Med selvstyreloven blev grønlandsk gjort til det officielle sprog i Grønland.
I 1985 forlod Grønland efter en folkeafstemning den 23. februar 1982 Det Europæiske Økonomiske Fællesskab (EØF), i modsætning til Danmark, som stadig er medlem. Stemmeprocenten var på 74,9 %, og 53 % var for udtræden, mens 47 % var imod. Grønland har indgået et "partnerskab" med EU for perioden 2007-2013 om et beløb på 25 mio. euro indenfor områderne uddannelse, mineralske råstoffer, energi, turisme og kultur, forskning og fødevaresikkerhed.

### Aktuel styreform
Grønland er en del af Rigsfællesskabet og har i henhold til Selvstyreloven selvstyre. Selvstyret består af Grønlands parlament, Inatsisartut, og Grønlands regering, Naalakkersuisut. Grønlands parlament, Inatsisartut, har 31 medlemmer og mødes til to samlinger om året, en i foråret og en om efteråret, i Nuuk. Regeringen (tidligere Landsstyret) varetager den udøvende magt i Grønland.
Grønlands statsoverhoved er Frederik 10. Kongen udnævner en rigsombudsmand, der er stedfortræder for den danske regering og monarkiet. I 2011 blev Mikaela Engell valgt som afløser for Søren Hald Møller.
Siden 1953 har Grønland i henhold til Grundlovens §28 valgt to medlemmer til Folketinget. Aaja Chemnitz Larsen fra Inuit Ataqatigiit og Aki Mathilda Høegh Dam fra Siumut har siden folketingsvalget den 5. juni 2019 repræsenteret Grønland i Folketinget. Tidligere har der været et samarbejde på tværs af partierne i Den Nordatlantiske Gruppe, men den blev nedlagt efter valget i 2011.
Områder som Grønland og Danmark er fælles om, kan afgøres i samarbejde mellem Selvstyret og Folketinget. Disse anliggender omfatter bl.a. udenrigs- og forsvarspolitik, politi og domstole og valuta.
Ved kommunevalg skal man have dansk indfødsret og skal have boet i kommunen i seks uger før valget. Man skal have haft fast bopæl i Grønland i mindst seks måneder forud for valget og have haft fast bopæl i det danske rige i mindst tre år. Ved valg til parlamentet skal man ligeledes have boet i Grønland i seks måneder før valget.
De grønlandske kvinder fik stemmeret i 1948. Ti af 31 valgte til landstinget er kvinder, mens de to grønlandske repræsentanter i det danske Folketing begge er kvinder.

## Økonomi og erhverv

### Overordnet
Grønland udgør en lille åben økonomi med en meget kraftig specialisering i fiskeri, hvilket gør landets økonomi ret afhængig af fangstmulighederne og udviklingen i fiskeripriserne på verdensmarkedet.
Grønlands BNP var i 2021 på 20,3 mia. kr., og BNP pr. indbygger var på 361.000 kr. Den grønlandske økonomi klarede sig godt i begyndelsen af 2020'erne, hvor der var pandemi, energikrise og krig i Europa. De gunstige grønlandske konjunkturer skyldtes gode forhold for industrien og kraftige infrastruktur-investeringer.
For fiskeriet er de vigtigste arter rejer, hellefisk og torsk. Især spiller rejefiskeriet en dominerende rolle, hvilket gør Grønland til en af verdens mest specialiserede økonomier. Rejefiskeriet er kvotereguleret ud fra Grønlands Naturinstituts vurdering af, hvad et biologisk holdbart niveau for fiskeriet er. Råstofudvindingen i Grønland har været svingende. Den danske økonomiprofessor Torben M. Andersen vurderede i januar 2025, at minedrift næppe ville komme til at spille nogen væsentlig rolle i den grønlandske økonomi indenfor i hvert fald de næste ti år.

### Offentlige finanser
Den offentlige sektor i Grønland afholdt i 2022 udgifter for 12.8 mia. kr., mens indtægterne udgjorde 13,5 mia. kr.
Bloktilskuddet fra den danske stat var i 2024 på 4,3 mia. kr. og udjgorde dermed omkring en tredjedel af Grønlands offentlige indtægter. Det fremskrives hvert år med et beløb svarende til inflationen. Hvis Selvstyret i fremtiden overtager flere sagsområder, som Danmark nu styrer, vil beløbet ikke stige. Udover bloktilskuddet har den danske stat udgifter i Grønland til en række områder, der ikke er overtaget af selvstyret, fx til politi, domstole, fængsler, fiskeriinspektion, forsvar og forskning. Disse udgifter beløb sig til mere end 1 milliard kr. i 2024.
Selvstyrets aktiviteter finansieres af løbende skatter og overførsler fra udlandet, ikke mindst bloktilskuddet fra Danmark, samt et beløb ifm. salg af fiskerilicenser og den årlige kompensation fra EU. De kommunale aktiviteter finansieres primært via kommunale skatter på indkomst og et kommunalt bloktilskud fra Grønlands Selvstyre.
Den grønlandske finanspolitik vurderes af Grønlands Økonomiske Råd ikke at være holdbar. Andelen af erhvervsaktive i befolkningen forventes at falde i fremtiden på grund af befolkningsudviklingen. Udgifterne til ældre og sundhed forventes at stige, og udgiftspresset vil ikke være finansieret med de gældende regler. I øjeblikket udgør bloktilskuddene fra Danmark lidt over halvdelen af Grønlands Selvstyres indtægter.

### Erhvervsliv
Grønland blev ramt af en økonomisk nedgang i begyndelsen af 1990'erne, men siden 1993 er økonomien blevet forbedret. Der har været ført en stram finanspolitik siden slutningen af 1980'erne, som har bidraget til at skabe overskud på de offentlige budgetter og lav inflation.
Grønlands økonomi er baseret på et snævert erhvervsmæssigt grundlag med fiskeindustrien som den dominerende sektor med godt 90 % af landets eksport. Hovedparten af fiskefabrikkerne ejes af Royal Greenland, der ejes af Grønlands Selvstyre. Grønlands Turist- og Erhvervsråd står i spidsen for udviklingen af turismesektoren. De store afstande splitter hjemmemarkedet op i mange små enheder, som har store driftsudgifter.
Der er ikke ejendomsret til jord i Grønland. Man kan bygge parcelhuse, hvis man får en byggetilladelse, da ingen kan købe ejendomsretten til jord i Grønland. Handel og produktion er stadig domineret af selvstyreejede virksomheder som KNI (engros og detailhandel), Tusass , Royal Arctic Line, Arctic Umiaq Line m.fl. Disse bliver i dag drevet som aktieselskaber, hvor selvstyret har aktiemajoriteten.
Trods genoptagelse af flere kulbrinte- og mineral-efterforskningsaktiviteter vil det tage flere år, før en eventuel kulbrinteproduktion kan komme i gang. Grønlands olieselskab, Nunaoil, blev oprettet for at hjælpe med at udvikle en kulbrinteindustri i Grønland. Formanden for Grønlands Økonomiske Råd, der rådgiver Selvstyret, Torben M. Andersen, vurderede i januar 2025, at der ikke ville kunne nå at ske en væsentlig udvikling i minedriften indenfor de næste 5-10 år. Minedrift i Grønland er meget omkostningstung på grund af isen og de geografiske forhold.

## Geografi
Grønland er det tredjestørste land i Nordamerika,
før Mexico, og har et areal lige over to millioner km². Det ligger mellem den 59. og 84. breddegrad og 11. og 74. længdegrad. Øen afgrænses i syd af Atlanterhavet, i vest af Davis Strædet og Baffinbugten, i nordvest af Smith Sund og Nares Strædet, i nord af Lincolnhavet og Wandelhavet, der begge er en del af Ishavet. Mod øst dannes afgrænsningen af Grønlandshavet og Danmarksstrædet, hvorfra der kun er 240 km til Island. Det nærmeste land mod vest er Canada, som Grønland (pr. 2022) også deler sin eneste landegrænse med på Hans Ø. Grønland har verdens største nationalpark, er verdens største ø og er det største afhængige territorium i verden. Grønland har tre tidszoner: En for henholdsvis Øst-, Vest og Nordgrønland. I Vestgrønland er zonen GMT minus tre timer, Østgrønland GMT minus én time og i Nordgrønland GMT minus fire timer.
Øen er langs kysten præget af dybe fjorde, høje bjerge og en enorm stor mængde af øer og rev iblandet isbjerge og pakis, der omgiver den. Kystlinjen er på over 44.000 km og øerne strækker sig fra 59° sydlig bredde Kap Farvel til 83° nordlig bredde til øen Kaffeklubben. Grønland er 2.670 km lang og ca. 1.050 km bred. Grønlands sydspids, Kap Farvel, Nunap Isua, ligger på højde med Stockholm og Oslo. Fra Grønlands nordspids, Kap Morris Jesup, er der 740 km til Nordpolen. Grønland er dermed det nordligste landområde på jorden.[kilde mangler]
Ligesom på Antarktis har der i det indre af Grønland samlet sig enorme mængder af frossen nedbør. På midten er temperaturen næsten konstant under nulpunktet og nedbøren smelter dermed ikke. Lag på lag af sne og is danner den i gennemsnit 1.500 m høje indlandsis, der presser overskydende is, som store og små isbjerge, ud i havet. Kun 410.449 km2 eller 19% af øens areal på 2.166.086 km2 er isfrit, idet indlandsisen dækker alt undtagen en snæver kant langs med randen. Øens højeste punkt er Gunnbjørns fjeld, der er på 3.700 m; størstedelen af Grønland ligger imidlertid under 1.500 meters højde.
Forskere har siden 50'erne ment, at indlandsisen, der dækker landet, faktisk kan skjule tre separate øer, der blev dækket af gletsjere i løbet af den seneste geologiske afkølingsperiode.

Indlandsisen har et volumen på cirka 2.850.000 km³.
Vægten af den massive indlandsis har udøvet et tryk på det centrale areal, der danner et bassin, der ligger mere end 300 m under havoverfladen.
Isen flyder mod kysten fra midten af øen.
Alle byer og bygder i Grønland er beliggende langs den isfri kyst; befolkningen er koncentreret langs vestkysten. Den nordøstlige del af Grønland er ikke en del af en kommune, men er i stedet for verdens største nationalpark.
Mindst fire videnskabelige ekspeditioners stationer og lejre er blevet etableret på indlandsisen i den isdækkede centrale del af Grønland: Eismitte, North Ice, Nord-GRIP Camp og The Raven Skiway. I øjeblikket er der en fast station, Summit Camp, på indlandsisen. Forskerstationen ved Jørgen Brønlund Fjord, der udmunder i Independence-fjorden, var indtil 1950 den nordligste permanente udpost i verden.
Det nordligste Grønland, Peary Land, er ikke dækket af en iskappe, fordi luften er for tør til at producere sne. Hvis indlandsisen i Grønland skulle smelte helt væk, ville havoverfladen stige med mere end 7 m.
Mellem 1989 og 1993 borede amerikanske og europæiske klimaforskere et par 3 km lange iskerner ud af Grønlands indlandsis. Analyser af lagdelingen og den kemiske sammensætning af kernerne har skabt ny viden om klimaændringerne på den nordlige halvkugle i løbet af 100.000 år og vist, at verdens vejr og temperatur ofte har skiftet hurtigt fra en tilsyneladende stabil tilstand til en anden med verdensomspændende konsekvenser. Gletsjere i Grønland bidrager også til en stigning i det globale havniveau med et hurtigere tempo end tidligere antaget. Mellem 1991 og 2004 viste overvågninger af vejret på et sted (Swiss Camp), at den gennemsnitlige vintertemperatur var steget næsten 6 °C. Anden forskning har vist, at højere snefald fra den nordatlantiske oscillation forårsagede det indre af indlandsisen til at blive tykkere med et gennemsnit på 6 cm pr. år mellem 1994 og 2005.

En nylig undersøgelse tyder på, at planeten har været meget varmere for relativt nylig i geologisk tid: 
Forskere, der har udtaget prøver på to km fra Grønlands gletsjer for at finde det ældste plante-DNA har sagt, at planeten var langt varmere for hundreder af tusinder af år siden end generelt antaget. DNA fra træer, planter og insekter, herunder sommerfugle og edderkopper, fra isen under det sydlige Grønland blev anslået til at være 450.000 til 900.000 år gammelt, efter resterne hentet fra denne for længst forsvundne boreale skov. Dette synspunkt står i skarp kontrast til det herskende synspunkt om, at en frodig skov af denne art ikke kan have eksisteret i Grønland for 2,4 millioner år siden. Disse DNA-prøver tyder på, at temperaturen formentlig har nået 10 °C om sommeren og -17 °C om vinteren. De angiver også, at i den sidste mellemistid, for 130.000-116.000 år siden, hvor temperaturen i gennemsnit 5 °C var højere end nu, var gletsjerne i Grønland ikke helt smeltet væk.
I 1996 fandt den amerikanske Top of the World-ekspedition verdens nordligste ø ud for Grønland: ATOW1996. En endnu mere nordlig ø blev spottet under ekspeditionens tilbagerejse, men øens status er endnu ikke bekræftet.
I 2007 blev eksistensen af en ny ø kundgjort. Uunartoq Qeqertoq (engelsk: "Warming Island", Opvarmningsøen) har altid ligget ud for Grønlands kyst, men har været dækket af en gletsjer. Denne gletsjer blev opdaget i 2002, da den smeltede, og i 2007 var den fuldstændig smeltet væk, så øen kunne ses i sin helhed. Øen fik status af "Place of the Year" i Oxford Atlas of the World i 2007

## Geologi
Grønlands geologiske historie går 3.800 mio. år tilbage og indeholder dannelser fra næsten alle geologiske perioder. Således finder der dannelser fra det tidligste Prækambrium.

### Spor af liv
I Isua grønstensbæltet ved Nuuk er fundet af stromatolit-fossiler de næstældste spor af liv på Jorden dateret til at være 3.700 million år gamle, 200 millioner år ældre end tilsvarende fund i Australien.

### Grønlands råstoffer
Der har været kulminedrift i Grønland i mindre grad både i 17-, 18- og 1900-tallet.
Fra 1854 til 1987 blev der udvundet og solgt kryolit fra minen ved Ivittuut, som rummede verdens største kryolitforekomst. Der var tale om et meget stort og langvarigt mineprojekt, hvor den samlede salgsværdi af den brudte kryolit over den 133-årige periode omregnet til 2025-beløb svarer til ca. 800 milliarder kroner. Der blev bygget en mineby op omkring minen, hovedsagelig bemandet af minearbejdere og funktionærer fra Danmark. Da minen var udtømt, blev minebyen nedlagt i 1987.
Under forhandlingerne om grønlandsk hjemmestyre var spørgsmålet om rettighederne til den grønlandske undergrund – og dermed råstofferne i Grønland – et centralt og vanskeligt forhandlingspunkt. Forhandlingerne endte med et kompromis om, at "den fastboende befolkning i Grønland har grundlæggende rettigheder til Grønlands naturgivne ressourcer". Derfor blev det fastsat ved lov, at "forundersøgelse, efterforskning og udnyttelse" af de ikke-levende ressourcer fandt sted i henhold til aftale mellem den danske regering og Landsstyret. Bestemmelsen afgjorde således ikke spørgsmålet om, hvem der havde ret til råstofferne, men alene hvem der kunne disponere over dem.
For at sikre den politiske ligestilling mellem Grønland og Danmark på råstofområdet blev der etableret fælles beslutningskompetence, så der ikke kunne træffes væsentlige beslutninger på området, uden at der var enighed mellem den danske regering og Landsstyret. I praksis opnåedes dette ved at begge parter kunne nedlægge veto, hvis der skulle udstedes en tilladelse til efterforskning eller udnyttelse. Til dette formål oprettedes Fællesrådet vedrørende Mineralske Råstoffer i Grønland, der var et dansk-grønlandsk politisk forum, hvor centrale spørgsmål vedrørende råstofområdet drøftedes. Fællesrådets opgave var at følge udviklingen på råstofområdet samt at afgive indstilling til den danske regering og Landsstyret i forbindelse med udstedelse af tilladelser på råstofområdet.
Forvaltningen af råstofaktiviteterne i Grønland blev fra 1. juli 1998 udøvet af Råstofdirektoratet i Godthåb, der var sekretariat for Fællesrådet, i et tæt samarbejde med bl.a. Danmarks og Grønlands Geologiske Undersøgelser (GEUS), Energistyrelsen og Danmarks Miljøundersøgelser (DMU). Som noget af det første efter selvstyrets indførelse blev råstofområdet hjemtaget og hører i dag under Grønlands ansvarsområder.

## Klima
Klimaet i Grønland er overvejende arktisk. Det vil sige, at middeltemperaturen selv i årets varmeste måned ikke når over 10 °C. I dalene, der ligger i forlængelse af de dybeste fjorde, overstiger middeltemperaturen dog lige grænsen på 10 °C over den nordlige polarcirkel. Landets store udstrækning medfører betydelige klimatiske variationer mellem Nord- og Sydgrønland, men der er også store variationer mellem kystområderne, specielt mellem det område, hvor der er åbent vand hele året, og områder inde i landet.
Det åbne hav virker i sommermånederne afkølende på luften, mens det i vinterperioden virker opvarmende. Derfor er vintrene milde og somrene kølige langs kysten i det sydlige Grønland, mens det langs kysten nord for åbentvandsområdet er kølige somre og kolde vintre. Forskellen mellem vinter- og sommertemperaturer vil endvidere øges desto længere man bevæger sig ind i landet, hvor klimaet bliver fastlandspræget, med varme somre og kolde vintre. Men da luften er tør, virker det ikke så drastisk, som det kan lyde. Således kan man sammenligne temperaturerne for kystbyen Holsteinsborg med temperaturerne for indlandsbygden Søndre Strømfjord, der ligger ca. 150 km fra kysten, men på nogenlunde samme breddegrad som Holsteinsborg. I januar 2003 var middeltemperaturen -12 °C i Søndre Strømfjord, mens den i Holsteinsborg var -7 °C. I juli 2003 var middeltemperaturen 11 °C i Søndre Strømfjord, men kun 7 °C i Holsteinsborg. Sommertemperaturerne fordelt over hele Grønland er overraskende ensartede på grund af sommerens midnatssol nord for polarcirklen.

### Temperatur-ekstremer
Den 30. juli 2013 måltes den højeste temperatur nogensinde i Grønland; 25,9 °C i Maniitsoq (Sukkertoppen). Der blev målt -69,6 °C den 22. december 1991 inde i landet i 3.105 meters højde ved en vejrmålestation, Klinck, der var opsat midlertidigt, hvor indlandsisens topografiske højdepunkt er. Positionen er 72°18'Nord, 40°28'Vest. En af de laveste temperaturer blev målt til -52,1 °C den 29. januar 1989 i Hall Land i Nordgrønland.

### Nedbør
Nedbørsforholdene varierer betydeligt i Grønland. I Sydgrønland varierer de årlige nedbørsmængder fra ca. 800 til over 1.400 mm. Længere nordpå og inde i landet aftager nedbørsmængderne kraftigt. I de nordligste egne og inde i landet er den årlige nedbør således under 200 mm, mens den enkelte steder, f.eks. i Peary Land, er så ubetydelig, at området kan betegnes som en arktisk ørken.

### Daglængde
Dagens længde varierer betydeligt på forskellige lokaliteter i Grønland alt efter årstid. Nanortalik i Sydgrønland og Godthåb i Midtgrønland, der ligger syd for polarcirklen, har ikke perioder med midnatssol eller polarnat og den længste dag for de to lokaliteter er henholdsvis 18,5 og 20,5 timer. Ved polarcirklen vil der være få dage med midnatssol og polarnat. Jo nordligere, jo længere bliver de to perioder. I Ilulissat nord for polarcirklen er der således ca. to måneder med midnatssol og polarnat, i Upernavik ca. tre måneder og i Thule knapt fire måneder.

## Transport

### Landstransport
Der er veje i byerne, men ikke mellem byerne, fordi kysten har mange fjorde, der ville nødvendiggøre færgeforbindelser eller broer. Der er dog et relativt veludviklet system af veje i Søndre Strømfjord, ligesom der i et vist omfang findes grusveje i Sydgrønland, mellem fåreholderstederne. Snescooter og hundeslæde er også udbredte transportmidler, men kræver naturligvis et underlag af sne.

### Lufttransport
De mest udbredte transportmidler er fly og helikoptere. Der er både lufttransport internt i Grønland og mellem øen og andre nationer. Grønland har to store internationale lufthavne, Narsarsuaq der er en tidligere amerikansk luftbase i Sydgrønland, og Søndre Strømfjord, ligeledes en tidligere amerikansk base. Søndre Strømfjord ligger 300 km nord for Godthåb og er Grønlands vigtigste lufthavn. Disse to lufthavne fordeler trafikken til landets øvrige bosteder, idet den videre befordring foregår med mindre fly af DHC-7- eller DHC-8-typen og helikoptere, fx Sikorsky S-61. Ved begge lufthavne bor meget få mennesker, hvoraf de fleste arbejder med at betjene de rejsende. Søndre Strømfjord er gennem de sidste 20 år blevet Grønlands største bygd. Man har igennem de senere år opnået at almindelige små fly kan lande ved alle byer, hvor man førhen var henvist til dyre helikopterrejser. Flytransport er i høj grad støttet fra det offentlige; rutenettet er delt i en støttet del, der beflyves på såkaldte servicekontrakter med selvstyret, og en kommerciel del, der beflyves som en forretning.
Den vigtigste og største rute går fra Søndre Strømfjord til København. Der er derudover forbindelser til Island og Canada. I maj 2007 igangsatte Air Greenland en sommerrute til og fra Baltimore i USA, men ruten blev indstillet den 10. marts 2008 på grund af finansielle tab. Air Iceland opererer to gange om ugen fra Keflavík til Jakobshavn. Ud over disse ruter er der internationale flyvninger mellem Narsarsuaq og København. Air Iceland driver også ruter mellem Reykjavík og Narsarsuaq, Jakobshavn og Godthåb på vestkysten og Kulusuk og Scoresbysund på østkysten. Der er 12 lufthavne, fem heliporte og 42 helistop i landet. Lufthavnene drives af Grønlands Lufthavnsvæsen.

### Skibstransport
Der er person- og fragttransport med kystnære færger i Grønland. Arctic Umiaq Line sejler en gang om ugen, idet det tager 76 timer at gøre turen i hver retning (fra Jakobshavn i Nord til Narsaq i syd). I Diskobugten kan man sejle med Disko Line mellem flere byer og bygder.
Skibsfarten kan besværliggøres pga. isbjerge og tilfrosset havvand i vintermånederne. Da der er tale om store afstande og ustabilt vejr, må man ofte have tålmodighed, når man rejser i Grønland. Der er havneanlæg i 16 byer, anløbs- og fiskeribroer i 60 bygder.

## Kommunikation
- Telefonlinjer i brug: 23.159 (2007)
- Mobiltelefoner: 53.021 (2007). Tusass har lovsikret monopol på mobiltelefoni.[120]
- Radiostationer: AM 5, FM 12
- Radioer: 98 pct. af alle husstande har radio (2002)
- TV-stationer: Kalaallit Nunaata Radioa landsdækkende TV (hjemmeside Arkiveret 24. september 2005 hos  Wayback Machine) samt flere lokale TV-stationer
- TV-apparater: 97 pct. af alle husstande har TV (2002)
- Aviser: Atuagagdliutit/Grønlandsposten (AG) og Sermitsiaq. Aviserne er ultimo 2009 blevet lagt sammen til en koncern, men udgives dog som to forskellige aviser, som udkommer hver en gang om ugen.)
- Internetudbydere: Tusass er langt den største internetudbyder i Grønland. Selskabet er i konkurrence med de mindre udbydere Nanoq Media og Comby (2019).[121][122]
- ADSL-internetbrugere: 10.480 (2007)

## Grønlands opdeling
Grønlands befolkning fordeler sig med ca. 50-60.000 indbyggere i 18 byer og ca. 8.517 indbyggere i ca. 60 bygder, som er beliggende på øer eller halvøer, overvejende langs den grønlandske vestkyst. Kun ca. 3.514 mennesker er bosat på Østgrønland, fordelt på to byer og ni bygder. Centraliseringen af befolkningen har medført, at mange mindre bygder ikke har helårsbeboelse mere.
I bygderne varetages opgaverne af en bygdebestyrelse bestående af tre til fem medlemmer. En del af disse bygder er meget små, hvor der typisk bor 30-75 indbyggere, mens der kun er meget få bygder, der har over 200 indbyggere.
| Landsdele, præstegæld og kommuner Grønland er inddelt i landsdelene: - Vestgrønland (Kitaa), - Nordgrønland (Avannaarsua) og - Østgrønland (Tunu). Administrativt er landet siden 1.januar 2018 inddelt i 5 kommuner. Den 1. januar 2009 blev de tidligere 18 kommuner sammensluttet til fire i en grønlandsk pendant til den danske strukturreform. Kommunerne kom til at hedde: Kujalleq, Qaasuitsup, Qeqqata, Sermersooq. Kommunerne blev sammensat som følger: - Kommune Kujalleq blev slået sammen af: Narsaq Kommune, Nanortalik Kommune og Qaqortoq Kommune. - Qaasuitsup Kommunia blev slået sammen af: Kangaatsiaq Kommune, Aasiaat Kommune,Qasigiannguit Kommune,Qeqertarsuaq Kommune, Uummannaq Kommune, Upernavik Kommune, Qaanaaq Kommune og Ilulissat Kommune. - Qeqqata Kommunia blev slået sammen af: Sisimiut Kommune og Maniitsoq Kommune. - Kommuneqarfik Sermersooq blev slået sammen af: Ammassalik Kommune, Ittoqqortoormiit Kommune, Ivittuut Kommune, Nuuk Kommune og Paamiut Kommune. Fra 1.januar 2018 blev Qaasuitsup Kommunia delt i to: en nordlig kommune, Avannaata Kommune, og en sydlig kommune, Qeqertalik Kommune. Qaasuitsup Kommune "Stedet med polarmørke" (på grønlandsk: Qaasuitsup Kommunia) var verdens arealmæssigt største og nordligste kommune på i alt 660.000 km² med 18.243 indbyggere (2008). Kommunekoden var 958. |

### Kirkelig opdeling
Folkekirken i Grønland er et stift med biskop. De tre landsdele har hver sin provst. De gamle kommuner er stadig i kirkelig sammenhæng administrative enheder, nemlig de såkaldte præstegæld. Der er således 17 præster, en i hver af de gamle kommuner. Dog omfatter præstegældet i Paamiut begge kommunerne Ivittuut og Paamiut. Det kommunale selvstyre er af væsentlig ældre dato end hjemmestyret. Allerede i 1975 fik kommunerne den grad af selvstændighed de har i dag. Kommunerne opnåede bl.a. ret til at udskrive skatter. De kommunale opgaver er ikke defineret i nogen lov, men kommunerne har – som i Danmark – ret til selv at bestemme hvilke opgaver de vil påtage sig, alene begrænset af lovgivningen. De vigtigste kommunale opgaver er en række tekniske funktioner, sociale opgaver, opgaver inden for kultur, undervisning og idræt samt lokale miljøopgaver. Kommunerne er sammensluttet i de grønlandske kommuners landsforening, KANUKOKA (Kalaallit Nunaanni Kommuneqarfiit Kattuffiat).
De kommunale opgaver finansieres dels ved egne indtægter, i form af skatter, dels indtægter udefra, hovedsagelig i form af bloktilskud fra Grønlands Hjemmestyre. Desuden foregår der en betydelig omfordeling via udligningen af skatter fra de mere velstillede til mindre velstillede kommuner. Desuden opkræves en fælleskommunal skat. Kommunerne er i dag borgernes vigtigste kontaktled til hele den offentlige sektor. Inden for den enkelte kommunes grænser er der desuden en række bygder, hvor kommunalbestyrelsen er ansvarlig for såvel drift som styrelse af disse.

### Områder uden for kommunal inddeling
Områder udenfor kommunal inddeling omfatter:
- Grønlands Nationalpark på ca. 972.000 km² omfatter hele den nordøstlige del af landet
- Hans Ø er den nordligste ø i Kennedy-kanalen. Øen er delt mellem Canada og Grønland og har Grønlands eneste landgrænse
- Franklin Ø er den midterste af de tre øer i Kennedy-kanalen mellem Grønland og Ellesmere Island
- Crozier Ø er den sydligste af tre øer i Kennedy-kanalen
- Kaffeklubben er opkaldt efter en uformel kaffeklub på Geologisk Museum på Københavns Universitet
- Eirik Raudes Land, fra 1933 Kong Christian X's land
- Thule Air Base i Pituffik
- Peary Land er en halvø i det nordlige Grønland opkaldt efter Robert E. Pearys ekspedition 1891-1892
- Prins Christians Sund (grønlandsk: Ikerasassuaq) er en vejrstation øst for Grønlands sydspids Kap Farvel

## Kultur

### Befolkning
Grønlands befolkning er et multietnisk folk, overvejende af blandet inuit og nordeuropæisk oprindelse med en større dansk etnisk minoritetsgruppe. Det er kun 140 år siden, den sidste indvandring fra Canada fandt sted. Vestgrønlænderne er mere blandet med europæerne end øst- og nordgrønlænderne. Flertallet af det grønlandske folk har grønlandsk som modersmål, mens et mindretal af de etniske grønlændere, udover den danske minoritet, har dansk som modersmål.[kilde mangler]
Den hurtige udvikling i Grønland har betydet radikale ændringer i den traditionelle familiestruktur, der har resulteret i, at der er opstået mange sociale problemer, som Grønlands befolkning har fælles med andre befolkninger, der har gennemlevet lignende samfundsmæssige forandringer.[kilde mangler]
Der var 56 542 indbyggere i 2025. 49 738 af disse eller 88% af befolkningen var født i Grønland, mens de sidste 6804 var født uden for Grønland. I hovedstaden Nuuk boede der 19 903 personer. Befolkningstætheden var på 0,14 pr. km² isfrit areal (2021).
Hvert år offentliggør Grønlands Statistik antallet af grønlændere i Danmark. Her medregnes alle personer, der er født i Grønland. I 2023 var dette tal på 17.079 personer.
Specielt tidligere i 17-1800-tallet var der mange blandede norsk-grønlandske par, og blandt blandingsslægterne kan nævnes Dalager-, Egede- og Motzfeldt-slægterne. Baggrunden er, at koloniembedsfolkene frem til 1814 var for en stor dels vedkommende fra Norge. Mange af de tyske familienavne i Grønland, som f.eks. Chemnitz, Kleist og Kreutzmann, stammer fra koloniembedsfolk med tysk baggrund (fra før 1864), specielt fra Slesvig-Holsten (Hertugdømmerne), som giftede sig med grønlandske kvinder. Men der sås også navneadoption fra specielt de kristne Herrnhut-missionærer Herrnhuter. De tyske missionærers efternavne blev således i flere tilfælde overtaget af grønlandske familier som familienavne.[kilde mangler]
Grønland har i årtier haft en af verdens højeste selvmordsrater. I 2021 angav en undersøgelse, at der var 45 selvmord, hvilket svarer til en rate på 81 pr. 100.000 indbyggere årligt. Det var ca. 8 gange mere end i Danmark.

### Kultur
Kultursammenstødet mellem nordboerne og inuit dokumenteres af arkæologiske fund, fx er et fragment af en ringbrynje fundet i Grønland, mens en figur af hvalrostand er blevet fundet i Bergen. Begge genstande er klare vidnesbyrd om samhandelen.
Inuit-kulturen dominerede dog øen fra slutningen af middelalderen til rekoloniseringen i det tidlige 18. århundrede, hvor den europæiske kultur blev genindført. I dag er den grønlandske kultur en blanding af traditionel inuit kultur og dansk kultur:
"...[K]ategorierne 'grønlandsk' og 'dansk' [er] ikke entydige, afgrænsede kategorier – qua koloniseringen er den moderne grønlandske kultur en blandingskultur, og stort set alle grønlændere har danskere i slægten."
To udtryk for grønlandsk kultur har vundet global betydning: Kajakken og anorakken. Både begreberne og genstandenes design findes over hele verden.
Siden grønlandiseringen fra 1970'erne og frem er der kommet en stigende interesse for den traditionelle inuit-kultur, herunder trommedans og -sang. I 2021 blev traditionen optaget på UNESCOs verdensarvsliste over immateriel kulturarv.
Nyere grønlandsk musikkultur omfatter salmesang og andre former for korsang, men også populære rockbands og kunstnere, bl. a. i 1970'erne Sumé (rock), i 1990'erne og starten af 0'erne Nuuk Posse (hiphop) og Chilly Friday (rock), senere i 0'erne Siissisoq (rock og heavy metal), og gennem hele perioden frerm til i dag Rasmus Lyberth, som deltog i det danske melodigrandprix i 1979 med en sang på grønlandsk. Simon Lynge er den første kunstner fra Grønland, der har fået et album udgivet i Storbritannien, og som også har optrådt på den britiske Glastonbury Festival.

### Uddannelse
Den grønlandske uddannelsessektor er opdelt i grundskoleuddannelser, studieforberedende uddannelser, erhvervsuddannelser og videregående uddannelser.
I den grønlandske folkeskole er der 10 års undervisningspligt, og skolen er opdelt i et yngstetrin for de første tre år, et mellemtrin der dækker de næste fire år og et ældstetrin, der varer tre år. Der er trintest efter yngste- og mellemtrinnet.
Grønland har haft ansvaret for folkeskolen siden 1. januar 1980.
Der findes studieforberedende uddannelser i hele landet. Der er en handelsskole og et gymnasium i Qaqortoq (Julianehåb), en handelsskole og et gymnasium i et Nuuk (Godthåb), et gymnasium i Aasiaat (Egedesminde) og et kombineret teknisk og alment gymnasium i Sisimiut (Holsteinsborg). Der udbydes desuden gymnasiale suppleringskurser i Mantiisoq (Sukkertoppen) og i Sisimiut (Holsteinsborg). Alle studieforberedende uddannelser er dansksprogede.
Erhvervsuddannelse består af skole- og praktikophold og varer typisk fra to til fem år. En række uddannelser har indbygget skole- og praktikophold i Danmark; nogle uddannelser foregår udelukkende i Grønland.
Skoleophold i Grønland gennemføres på brancheskolerne og på praktikpladser i grønlandske virksomheder. Brancheskolerne omfatter handelsskolen i Qaqortoq, Levnedsmiddelskolen INULI, Grønlands Maritime Skole, handelsskolen i Nuuk, Center for Sundhedsuddannelser, Bygge- og Anlægsskolen, Jern- og Metalskolen samt Fisker- og Fangerskolen.
Videregående uddannelse i Grønland er som i Danmark delt i tre typer:
- Korte (akademimerkonom, procestekniker og serviceøkonom)
- Mellemlange (journalist, lærer, socialpædagog, socialrådgiver og sygeplejerske)
- Lange (samfundsvidenskab, teologi, arktisk teknologi, kultur- og samfundshistorie samt sprog, litteratur og medier)

De videregående uddannelser kan bl.a. tages på Grønlands Universitet.
Herudover er der mulighed for at søge optagelse på uddannelser i Danmark og i andre lande.

### Religion
Den traditionelle grønlandske religion (inuitisk religion), som inuitterne før i tiden praktiserede, har i nutiden kun en begrænset indflydelse. Leif Eriksson bragte år 1000 kristendommen til Grønland, men først med Hans Egede begyndte man at omvende inuitter til kristendommen fra 1721.
98% af befolkningen er protestanter og 95% af den grønlandske befolkning er evangelisk-luthersk. Biskoppen vurderer, at 85% af den grønlandske befolkning er medlem af den danske folkekirke. Der findes også mindre religiøse samfund, som katolikker, baptister, Jehovas vidner og tilhængere af Bahai.
Det Ny Testamente blev oversat til grønlandsk mellem 1766 til 1893, og den første oversættelse af hele Bibelen blev afsluttet i 1900. En ny oversættelse blev afsluttet i 2000.
I 1993 blev Grønland et selvstændigt stift. Nærmere regler for kirken i Grønland fastsættes af landstinget. Sagsområdet er et eksempel på et område, der er fuldstændig overgået til selvstyret. Da folkekirken er en del af grundloven kan lovgivningen for den grønlandske kirke ændres af landstinget inden for disse brede rammer. Der er p.t. ikke vedtaget en forvaltningslov for kirken i Grønland og derfor er der opstået en ret speciel praksis. De grønlandske provstier har eksempelvis selvstændige hovedkonti til egen drift og provstiets præstelønninger, og forhandler direkte med centraladministrationen herom, som ét eksempel på et krydsfelt uden afklaring. Biskoppen fører altså tilsynet med den gejstlige betjening, men kan grundlæggende ikke ”gøre noget ved det” dersom et område findes at skulle betjenes anderledes, idet provstens selvstændige bevilling bliver bestemmende for hvad der skal ske. Den grønlandske kirke forvaltes altså p.t. på provsteniveau. Der er imidlertid en forvaltningslov i støbeskeen der dog ikke har været til vedtagelse endnu.

### Sprog
De to fremherskende sprog i Grønland er grønlandsk (kalaallisut) og dansk. Kalaallisut er et inuitsprog, og dansk er et germansk sprog. Grønlandsk er det sprog af de eskimoisk-aleutiske sprog, som tales af flest.
Kalaallisut indeholder tre indbyrdes relativt forskellige hoveddialekter: Østgrønlandsk (tunumiutut), vestgrønlandsk (kitaamiutut), og nordgrønlandsk (avanersuarmiutut). Vestgrønlandsk er det dominerende sprog, men ifølge UNESCO er dialekten sårbar (vulnerable), mens de to øvrige er i regulær fare (definitely endangered).
Både grønlandsk og dansk har været anvendt i offentlige anliggender siden indførelsen af hjemmestyret i 1979, og størstedelen af befolkningen kan tale begge sprog. Grønlandsk blev det eneste officielle sprog i juni 2009. I praksis er dansk stadig meget udbredt i administrationen, som et sprog for videregående uddannelse, men også som det første eller eneste sprog for dele af befolkningen i Godthåb og andre større byer. En debat om den rolle, grønlandsk og dansk skal have i fremtidens samfund er i gang. Landet har ingen analfabetisme.
Man kan studere vestgrønlandsk på Eskimologi og Arktiske Studier på Københavns Universitet.
Der undervises i engelsk i grønlandske skoler, og sproget bruges som tredje sprog.

### Sport
Fodbold er Grønlands nationalsport. Sporten er organiseret i Grønlands Boldspil-Union (Kalaallit Nunaanni Arsaattartut Kattuffiat), der dog ikke er medlem af FIFA. Grønland er derimod det 17. medlem af NF-Board. Grønland lavede i 2015 en samarbejdsaftale om at anlægge fire til seks kunstgræsbaner frem mod 2025.
Grønland deltager i Island Games og Arctic Winter Games (AWG), som afholdes hvert andet år. I 2016 blev AWG afholdt i Nuuk.